# Незнайомець із Санта-Фе
«Незнайомець із Санта-Фе» (англ. Stranger from Santa Fe) — вестерн 1945 року режисера Ламберта Гілльєра за сценарієм Адель Баффінгтон. Це шістнадцята стрічка із серії фільмів про маршала "Неваду" Джека Маккензі. Головні ролі зіграли Джонні Мак Браун, Реймонд Гаттон, Беатріс Грей, Джоан Кертіс, Джиммі Мартін та Джк Інгрем . Прем'єра відбулась 15 травня 1945 року.   

## У ролях
- Джонні Мак Браун — "Невада" Джек Маккензі
- Реймонд Гаттон — Сенді Гопкінс
- Беатріс Грей — Марсія Ерлі
- Джоан Кертіс — Бет Граймс
- Джиммі Мартін — Ден Мюррей
- Джек Інгрем — Нед Граймс
- Джон Мертон — Сай Меннінг
- Том Квінн — Білл
- Стів Кларк — шериф
- Джек Роквелл — водій диліжанса
- Бад Осборн — Клінт
- Гел Прайс — Гаймер

## Зовнішні посилання
- Незнайомець із Санта-Фе на сайті IMDb (англ.)